# 恩特普賴斯鎮區 (密蘇里州林縣)
恩特普賴斯鎮區（英語：Enterprise Township）是位於美國密蘇里州林縣的一個行政鎮區。

## 地方資料
恩特普賴斯鎮區的面積為65.42平方千米，當中陸地面積為65.16平方千米，而水域面積為0.26平方千米。根據2020年美國人口普查的數據，當地共有人口76人，而人口密度為每平方千米1.16人。